# Tony Barton
Anthony Edward Barton (8. dubna 1937 Sutton – 20. srpna 1993 Hampshire) byl anglický fotbalista a trenér.
V roce 1982 vyhrál s Aston Villou Pohár mistrů.

## Hráčská kariéra
Barton hrál za Fulham, Nottingham Forest FC a Portsmouth FC na postu pravého útočníka.

## Trenérská kariéra
Barton dlouho působil v klubech jako asistent trenéra.
V únoru 1982 z Aston Villy odešel trenér Ron Saunders a na post hlavního trenéra byl povýšen Barton. Na konci sezony vyhráli Pohár mistrů, když ve finále v Rotterdamu porazili 1:0 FC Bayern Mnichov. V následující sezoně získali i Superpohár v souboji s Barcelonou. V lize se ale moc nedařilo.

## Úspěchy

### Trenér
Aston Villa
- Pohár mistrů: 1981–82
- Superpohár UEFA: 1982